# Múon g-2

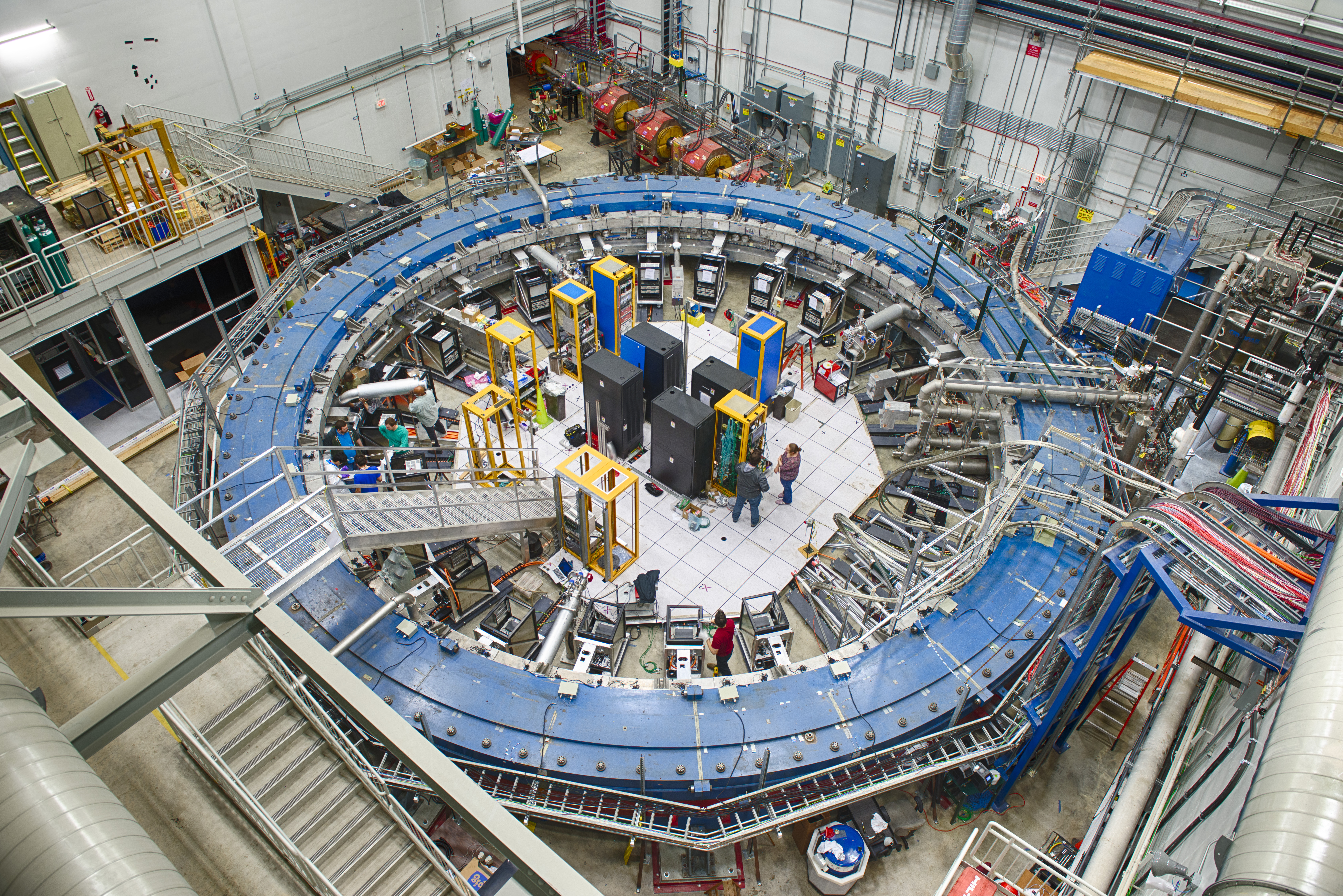
O ímã de anel de armazenamento g−2 no Fermilab, que foi originalmente projetado para o experimento Brookhaven g−2. A geometria permite que um campo magnético muito uniforme seja estabelecido no anel.

Múon g-2 (pronunciado “gê menos dois”) é um experimento de física de partículas da matéria e da radiação no Fermilab (em Batavia, Illinois) para medir o momento da anomalia magnetica da partícula elementar múon com uma precisão de 0,14 ppm, o qual representará um teste sensível do Modelo Padrão das forças e das partículas fundamentais. Também poderá prover evidências de possíveis novas partículas e, novas forças da natureza. Neste experimento um conjunto de múon podem ter um comportamento influenciado por uma nova força não explicado pela modelo atual.
O múon, como o seu irmão mais leve o elétron, age como um ímã giratório. O parâmetro conhecido como “fator g” indica o quão forte o ímã é e sua taxa de giro; onde o valor de g é ligeiramente maior que 2, dando nome ao experimento. Essa diferença de 2 (a parte “anômala”) é causada por contribuições de ordem superior da teoria quântica de campos. Ao medir g-2 com alta precisão e comparar seu valor com a previsão teórica, físicos descobrirão se o experimento concorda com a teoria. Qualquer desvio apontaria para partículas subatômicas não descobertas que existem na natureza.
Quatro períodos de coleta de dados (Run 1, Run 2, Run 3 e Run 4) foram completados, com a Run 5 atualmente em andamento. Os resultados da análise dos dados da Run 1 foram anunciados e publicados em 7 de abril de 2021. Os físicos relataram que os resultados dos estudos recentes envolvendo a partícula desafiam o modelo padrão e, portanto, podem exigir uma atualização da física atualmente compreendida.

## Linha do tempo

### Múong− 2 no CERN

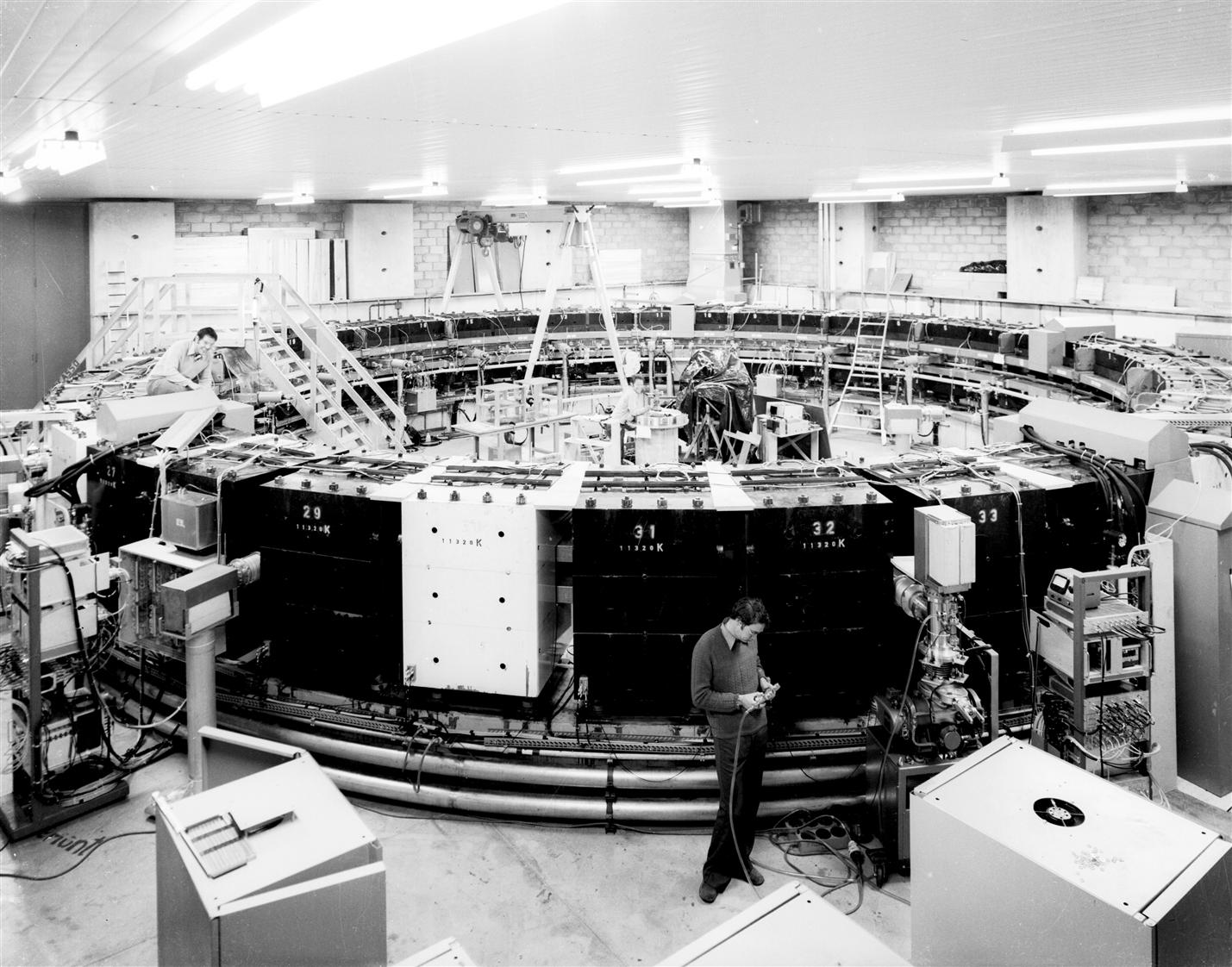
O anel de armazenamento do experimento múon g − 2 no CERN

Os primeiros experimentos do múon g - 2 começaram no CERN (Organização Europeia para a Investigação Nuclear, na comuna suiça de Meyrin em Genebra) em 1959 na iniciativa de Leon Lederman. Um grupo de seis físicos formaram o primeiro experimento, usando o Sincrocíclotron no CERN. Os primeiros resultados foram publicados em 1961, com uma precisão de 2% com relação ao valor teórico, e em seguida os segundos resultados com uma precisão de 0,4%, validando assim a teoria da eletrodinâmica quântica.
Um segundo experimento começou em 1966 com um novo grupo, desta vez trabalhando com o Proton-Synchrotron, ainda no CERN. Os resultados foram então 25 vezes mais precisos que os anteriores e mostraram uma discrepância quantitativa entre os valores experimentais e teóricos, exigindo assim que os físicos recalculassem seu modelo teórico. O terceiro experimento, iniciado em 1969, publicou seus resultados finais em 1979, confirmando a teoria com uma precisão de 0,0007%. Os Estados Unidos assumiram o experimento g-2 em 1984.

### Muóng− 2 no Brookhaven National Laboratory
A próxima etapa da pesquisa do múon g-2 foi conduzida no laboratório Alternating Gradient Synchrotron do Brookhaven National Laboratory (na ilha de Long Island em Nova York). O experimento foi feito de forma semelhante com o último experimento do CERN com o objetivo de ter uma precisão 20 vezes melhor. A técnica envolveu armazenar múons de 3,094 GeV de energia em um campo magnético uniforme e observar a diferença da precessão do spin do múon e da frequência de rotação por meio da detecção dos elétrons do decaimento do múon. O avanço na precisão dependia crucialmente de um feixe muito mais intenso do que o disponível no CERN e da injeção de múons no anel de armazenamento, enquanto so experimentos anteriores no CERN haviam injetado píons no anel de armazenamento, dos quais apenas uma pequena fração decai em múons que são armazenados. O experimento utilizou um campo magnético muito mais uniforme usando um ímã de anel de armazenamento supercondutor e super férrico, um ímã inflector supercondutor passivo, defletores rápidos de múons para desviar os múons injetados em órbitas armazenadas, um carrinho de NMR de tubo de feixe que poderia mapear o campo magnético na região de armazenamento, e numerosos outros avanços experimentais. O experimento obteve dados com múons positivos e negativos entre 1997 e 2001. Seu resultado final é aµ = (g − 2)/2 = 11659208,0(5,4)(3,3) × 10^−10 obtido pela combinação de resultados consistentes com precisão semelhante de múons positivos e negativos.

### Muong− 2 no Fermilab
O Fermilab (Fermi National Accelerator Laboratory) está continuando o experimento conduzido no Brookhaven National Laboratory para medir o momento de dipolo magnético anômalo do múon. O experimento de Brookhaven terminou em 2001, mas dez anos depois o Fermilab adquiriu o equipamento, e está trabalhando para fazer uma medição mais precisa (menor σ) que eliminará a discrepância entre os resultados de Brookhaven e as previsões da teoria, ou confirmará como um exemplo observável da "física além do Modelo Padrão".
O ímã foi reformado e ligado em setembro de 2015, e foi confirmado de possuir a mesma uniformidade de campo magnético básico de 1,3 ppm que tinha antes da mudança.
Em outubro de 2016 o ímã foi reconstruído e cuidadosamente ajustado para produzir um campo magnético altamente uniforme. Novos esforços no Fermilab resultaram em uma uniformidade geral triplicada, o que é importante para a nova medição em sua meta de precisão mais alta.
Em abril de 2017, a colaboração estava preparando o experimento para a primeira produção com prótons - para calibrar sistemas de detecção. O ímã recebeu seu primeiro feixe de múons em sua nova localização em 31 de maio de 2017. A coleta de dados foi planejada para ocorrer até 2020.
Em 7 de abril de 2021, os resultados do experimento foram publicados: aµ = 0,00116592040. Os novos resultados experimentais médios mundiais anunciados pela colaboração Muon g−2 são: fator g: 2,00233184122(82); momento magnético anômalo: 0,00116592061(41). Os resultados combinados do Fermilab e do Brookhaven mostram uma diferença com a teoria com uma significância de 4,2 sigma, ligeiramente abaixo dos 5 sigma (ou desvios padrão) que os físicos de partículas exigem para reivindicar uma descoberta, mas ainda assim evidências convincentes de nova física. A chance de uma flutuação estatística produzir resultados igualmente impressionantes é de cerca de 1 em 40.000.

## Modelo Padrão
O Modelo Padrão é uma teoria da física de partículas desenvolvida entre 1970 e 1973; a teoria quântica de campos que descreve as interações das forças fundamentais e das partículas fundamentais que formam a matéria. Na natureza existem quatros forças fundamentais (elementares) que determina como tudo interage: eletricidade, magnetismo (eletromagnetismo), força nuclear (forte e fraca) e, gravidade. E existem dois tipos de partículas fundamentais: férmiom e bóson.
O experimento Múon g-2 mostra que os múons oscilaram mais rápido do que a velocidade prevista no Modelo Padrão, o pesquisador do experimento e professor universitário Graziano Venanzoni (Universidade de Liverpool) teoriza-se que essa oscilação inesperada pode ser causado por uma nova força ainda desconhecida (chamada "quinta força da natureza"). Que faz parte da "física além do Modelo Padrão", pois a teoria atual não explica alguns fenômenos observados no espaço, como: o fato das galáxias estarem em expansão acelerada (possivelmente impulsionada por uma força desconhecida a "energia escura") e, o fato das galáxias também estão girando com mais velocidade (possivelmente impulsionada por uma partícula invisível a " matéria escura").
| “                     | Achamos que pode existir outra força, algo que não conhecemos agora. É algo diferente, que chamamos de 'quinta força'. É algo diferente, algo que ainda não sabemos, mas deve ser importante, porque diz algo novo sobre o Universo | ” |
| — Graziano Venanzoni, | |   |

## Teoria dos momentos magnéticos
O fator g de um lépton carregado (elétron, múon ou tau) é quase 2. A diferença de 2 (a parte "anômala") depende do lépton e pode ser calculada com bastante precisão com base no atual Modelo Padrão da física de partículas. As medições do elétron estão em excelente acordo com este cálculo. O experimento de Brookhaven fez essa medição para múons, uma medição muito mais difícil tecnicamente devido ao seu curto tempo de vida, e detectou uma tentadora, mas não definitiva, discrepância de 3,7 σ entre o valor medido e a previsão do Modelo Padrão (0,00116592089 versus 0,0011659180).

## Design

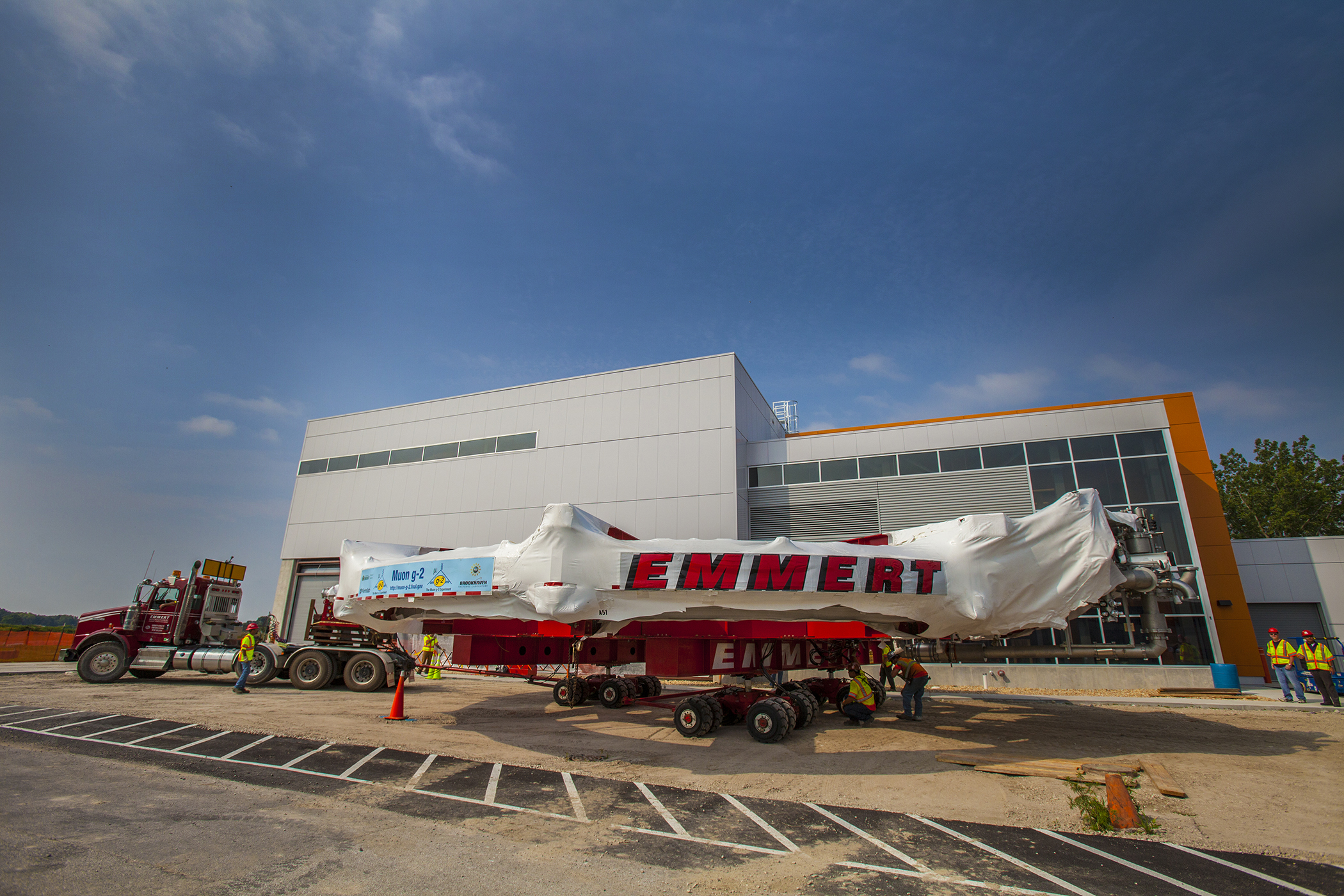
O anel g − 2 chegando ao seu destino final – a sala experimental (MC1) no Fermilab – em 30 de julho de 2014

Uma importante peça do experimento é um ímã supercondutor de 15 metros de diâmetro com um campo magnético excepcionalmente uniforme. Ele foi transportado, inteiro da ilha de Long Island (Nova Iorque) para Fermilab na cidade de Batavia no verão de 2013. A mudança percorreu 5 100 km em 35 dias, a maior parte em uma barcaça na costa leste através da cidade de Mobile (Alabama), para a hidrovia Tennessee-Tombigbee e, em seguida no estado estadunidense do Mississippi. As etapas inicial e final foram em um caminhão especial que trafegava por rodovias fechadas à noite.

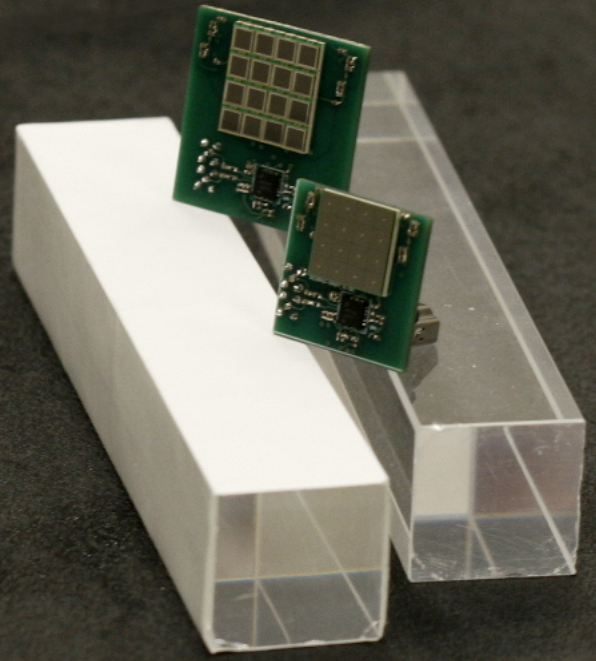
Amostra de Cristais PbF2 de 25 mm × 25 mm × 140 mm (desnudos e embrulhados em papel Millipore) são retratados juntamente com um Hamamatsu SiPM monolítico de 16 canais.

### Detectores
A medição do momento magnético é realizada por 24 detectores calorimétricos eletromagnéticos, que são distribuídos uniformemente no interior do anel de armazenamento. Os calorímetros medem a energia e o tempo de chegada (em relação ao tempo de injeção) dos pósitrons (e sua contagem) do decaimento do múon no anel de armazenamento. Depois que um múon decai em um pósitron e dois neutrinos, o pósitron acaba com menos energia do que o múon original. Assim, o campo magnético o curva para dentro, onde atinge um calorímetro de fluoreto de chumbo(II) segmentado (PbF2) lido por fotomultiplicadores de silício (SiPM).
Os detectores de rastreamento registram a trajetória dos pósitrons do decaimento do múon no anel de armazenamento. O rastreador pode fornecer uma medição do momento do dipolo elétrico do múon, mas não diretamente a medição do momento magnético. O objetivo principal do rastreador é medir o perfil do feixe de múons, bem como resolver o empilhamento de eventos (para redução da incerteza sistemática na medição do calorímetro).

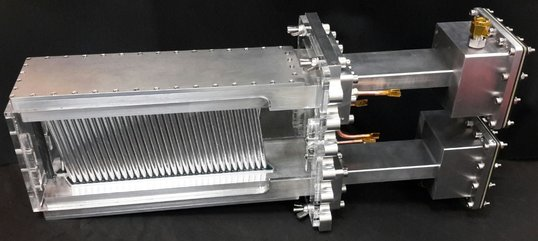
Uma das 4 linhas de 32 canudos é mostrada. Um canudo (comprimento de 100 mm e diâmetro de 5 mm) atua como uma câmara de ionização preenchida com 1:1 argônio : etano, com um fio catódico central a +1,6 kV.

### Campo magnético
Para medir o momento magnético com nível de precisão ppb, é necessário obter um campo magnético médio uniforme que tenha o mesmo nível de precisão. O objetivo experimental de g−2 é atingir um nível de incerteza no campo magnético de 70 ppb em média ao longo do tempo e da distribuição de múons. Um campo uniforme de 1,45 T é criado no anel de armazenamento usando ímãs supercondutores, e o valor do campo será mapeado ativamente em todo o anel usando uma sonda NMR em um carrinho móvel (sem quebrar o vácuo). A calibração do carrinho é referenciada à frequência de Larmor de um próton em uma amostra esférica de água a uma temperatura de referência (34,7 °C) e é calibrada de forma cruzada para um novo magnetómetro de hélio-3.

### Aquisição de dados
Um componente essencial do experimento é o sistema de aquisição de dados (DAQ), que gerencia o fluxo de dados da eletrônica do detector. O requisito para o experimento é adquirir dados brutos a uma taxa de 18 GB/s. Isso é feito empregando uma arquitetura de processamento paralelo de dados usando 24 GPUs de alta velocidade (NVIDIA Tesla K40) para processar dados do digitalizadores de forma de onda de 12 bits. O set-up é controlado pelo sistema de software MIDAS DAQ. O sistema de aquisição de dados (DAQ) processa dados de 1296 canais do calorímetro, 3 estações de straw trackers e detectores auxiliares (por exemplo, contadores de múons de entrada). A produção total de dados do experimento é estimada em 2 PetaBytes.

## Colaboração
As seguintes universidades, laboratórios e empresas estão participando do experimento: 

### Universidades
- Universidade de Boston
- Universidade Cornell
- Universidade Johannes Gutenberg de Mainz
- Universidade de Chicago
- Universidade de Illinois em Urbana-Champaign
- James Madison University
- Korea Advanced Institute of Science and Technology (KAIST)
- Universidade de Kentucky
- Universidade de Liverpool
- Universidade de Lancaster
- University College London
- Universidade de Manchester
- Universidade de Massachusetts
- Universidade Estadual de Michigan
- Universidade de Michigan
- Universidade do Mississippi
- Università del Molise
- Universidade de Nápoles Federico II
- North Central College
- Northern Illinois University
- Regis University
- Universidade Jiao Tong de Xangai
- Universidade Técnica de Dresden
- Università di Udine
- Universidade da Virginia
- Universidade de Washington

### Laboratórios
- Argonne National Laboratory
- Laboratório Nacional de Brookhaven
- Fermi National Accelerator Laboratory
- Budker Institute of Nuclear Physics
- Istituto Nazionale di Fisica Nucleare
- Joint Institute for Nuclear Research, Dubna
- Laboratori Nazionali di Frascati
- INFN, Sezione di Napoli
- INFN, Sezione di Pisa
- INFN, Sezione di Roma Tor Vergata
- Institute for Basic Science